# Eudioctria
Eudioctria is een vliegengeslacht uit de familie van de roofvliegen (Asilidae).

## Soorten
- E. albius (Walker, 1849)
- E. beameri (Wilcox & Martin, 1941)
- E. brevis (Banks, 1917)
- E. denuda (Wilcox & Martin, 1941)
- E. disjuncta Adisoemarto & Wood, 1975
- E. dissimilis Adisoemarto & Wood, 1975
- E. doanei (Melander, 1924)
- E. media (Banks, 1917)
- E. monrovia (Wilcox & Martin, 1941)
- E. nitida (Williston, 1883)
- E. propinqua (Bromley, 1924)
- E. sackeni (Williston, 1883)
- E. tibialis (Banks, 1917)
- E. unica Adisoemarto & Wood, 1975